# Bullets (film)
Bullets är en svensk drama- och thrillerfilm från 2023. Filmen är regisserad av Peter Pontikis som även skrivit filmens manus. Den är producerad av Patrick Sobieski och Pontus Wicksell för Thin Skin Films AB. Filmen är inspelad i förorterna Husby, Akalla och Kista i norra Stockholm.
Filmen hade biopremiär i Sverige den 28 april 2023, utgiven av Triart Film.

## Handling
Filmen handlar om en 12-årig pojke från en socialt utsatt förort, och hans dröm att bli veterinär. Han är smart och skötsam, men då han hjälper sin sin bästa polare som hamnat i problem med det lokala gänget ändras hans liv i riktning han inte önskat. 

## Rollista (i urval)
- Isa Aouifia – Yassir
- Kardo Razzazi – Ali
- Khalaf Ayoub – Bashir
- Tomas Samir – Abdel
- Khalil Ghazal – Tawfiiq
- Helen Al-Janabi - Halima